# Lucio Nobile

Lucio Nobile, calciatore italiano Sambenedettese, serie B, stagione 1988/89.

Lucio Nobile (Torino, 2 marzo 1956) è un allenatore di calcio ed ex calciatore italiano, di ruolo difensore.

## Carriera

### Giocatore

#### Club
Cresciuto nel settore giovanile della Juventus, nell'estate 1975 si è trasferito in prestito al Como. Nel novembre 1975 è passato alla Lucchese, in Serie C. Ha militato nel club toscano per cinque stagioni, totalizzando 158 presenze e 6 reti. Nella stagione 1980-1981 ha militato in serie C1 nelle file del Siracusa, totalizzando 33 presenze e una rete in campionato. Nel 1981 si è trasferito al Campania, in Serie C1. Ha militato nelle file dei biancorossi per quattro stagioni, totalizzando 129 presenze e una rete in campionato. Nel 1985 è passato alla Sambenedettese, club militante in Serie B. Ha militato nella Samb fino al 1990, disputando quattro stagioni in Serie B e una in Serie C1, per un totale di 117 presenze e una rete in campionato. Nel 1990 ha terminato la propria carriera da calciatore.

#### Nazionale
Nel 1977 ha partecipato, con la Nazionale Under-21 a Bolzano Italia Inghilterra 0-0 e al Mondiale Militare 1977, a Damasco in Siria con 4 presenze, terza classificata

### Allenatore
Terminata la carriera da calciatore, nella stagione 1990-1993 ha allenato le giovanili del Pisa. Nel corso della stagione 1994-1995 è stato tecnico della Torrelaghese. Nel 1995 ha assunto la guida tecnica delle giovanili della Lucchese. Nella stagione 1999-2000 è stato vice allenatore della Lucchese. Nella stagione successiva ha ricoperto lo stesso incarico alla Carrarese. Nell'ottobre 2001 è diventato allenatore della Massese vincendo il campionato di eccellenza e l'anno successivo in serie D. Nel corso della stagione 2003-2004 ha allenato il Viareggio. Nella stagione 2006-2007 è stato tecnico del Forte dei Marmi. Nella stagione 2007-2008 Unione 98. Nella stagione 2008-2009 Lucca Calcio.

## Statistiche

### Presenze e reti nei club
| Stagione              | Squadra               | Campionato            | Campionato | Campionato | Coppe nazionali | Coppe nazionali | Coppe nazionali | Coppe continentali | Coppe continentali | Coppe continentali | Altre coppe | Altre coppe | Altre coppe | Totale | Totale | Totale |
| Stagione              | Squadra               | Comp                  | Pres       | Reti       | Comp            | Pres            | Reti            | Comp               | Pres               | Reti               | Comp        | Pres        | Reti        | Pres   | Reti   |        |
| --------------------- | --------------------- | --------------------- | ---------- | ---------- | --------------- | --------------- | --------------- | ------------------ | ------------------ | ------------------ | ----------- | ----------- | ----------- | ------ | ------ | ------ |
| lug.-nov. 1975        | Como                  | A                     | 0          | 0          | CI              | 0               | 0               | -                  | -                  | -                  | -           | -           | -           | 0      | 0      |        |
| nov. 1975-1976        | Lucchese              | C                     | 27         | 0          | CISP            | ?               | ?               | -                  | -                  | -                  | -           | -           | -           | 27+    | 0+     |        |
| 1976-1977             | Lucchese              | C                     | 34         | 3          | CISP            | ?               | ?               | -                  | -                  | -                  | -           | -           | -           | 34+    | 3+     |        |
| 1977-1978             | Lucchese              | C                     | 29         | 3          | CISP            | ?               | ?               | -                  | -                  | -                  | -           | -           | -           | 29+    | 3+     |        |
| 1978-1979             | Lucchese              | C1                    | 34         | 0          | CISP            | ?               | ?               | -                  | -                  | -                  | -           | -           | -           | 34+    | 0+     |        |
| 1979-1980             | Lucchese              | C2                    | 34         | 0          | CISP            | ?               | ?               | -                  | -                  | -                  | -           | -           | -           | 34+    | 0+     |        |
| Totale Lucchese       | Totale Lucchese       | Totale Lucchese       | 158        | 6          |                 | ?               | ?               |                    | -                  | -                  |             | -           | -           | 158+   | 6+     |        |
| 1980-1981             | Siracusa              | C1                    | 33         | 1          | CISP            | ?               | ?               | -                  | -                  | -                  | -           | -           | -           | 33+    | 1+     |        |
| 1981-1982             | Campania              | C1                    | 30         | 0          | CISC            | ?               | ?               | -                  | -                  | -                  | -           | -           | -           | 30+    | 0+     |        |
| 1982-1983             | Campania              | C1                    | 32         | 0          | CISC            | ?               | ?               | -                  | -                  | -                  | -           | -           | -           | 32+    | 0+     |        |
| 1983-1984             | Campania              | C1                    | 34         | 1          | CI+CISC         | 5+?             | 0+?             | -                  | -                  | -                  | -           | -           | -           | 39+    | 1+     |        |
| 1984-1985             | Campania              | C1                    | 33         | 0          | CISC            | ?               | ?               | -                  | -                  | -                  | -           | -           | -           | 33+    | 0+     |        |
| Totale Campania       | Totale Campania       | Totale Campania       | 129        | 1          |                 | 5+              | 0+              |                    | -                  | -                  |             | -           | -           | 134+   | 1+     |        |
| 1985-1986             | Sambenedettese        | B                     | 27         | 0          | CI              | 0               | 0               | -                  | -                  | -                  | -           | -           | -           | 27     | 0      |        |
| 1986-1987             | Sambenedettese        | B                     | 21         | 0          | CI              | 5               | 0               | -                  | -                  | -                  | -           | -           | -           | 26     | 0      |        |
| 1987-1988             | Sambenedettese        | B                     | 25         | 0          | CI              | 2               | 0               | -                  | -                  | -                  | -           | -           | -           | 27     | 0      |        |
| 1988-1989             | Sambenedettese        | B                     | 32         | 1          | CI              | 6               | 0               | -                  | -                  | -                  | -           | -           | -           | 38     | 1      |        |
| 1989-1990             | Sambenedettese        | C1                    | 12         | 1          | CI+CISC         | 1+?             | 0+?             | -                  | -                  | -                  | -           | -           | -           | 13+    | 1+     |        |
| Totale Sambenedettese | Totale Sambenedettese | Totale Sambenedettese | 117        | 2          |                 | 14+             | 0+              |                    | -                  | -                  |             | -           | -           | 131+   | 2+     |        |
| Totale carriera       | Totale carriera       | Totale carriera       | 437        | 10         |                 | 19+             | 0+              |                    | -                  | -                  |             | -           | -           | 456+   | 10+    |        |